# 小行星13954
小行星13954（13954 Born）是一颗绕太阳运转的小行星，为主小行星带小行星。该小行星于1990年10月13日发现。

## 轨道参数
小行星13954的轨道半长轴为2.5446856 UA，离心率为0.138。